# Distribució predictiva posterior
En l'estadística bayesiana, la distribució predictiva posterior és la distribució de possibles valors no observats condicionats als valors observats.
Donat un conjunt de N iid observacions {\displaystyle \mathbf {X} =\{x_{1},\dots ,x_{N}\}}, un nou valor {\displaystyle {\tilde {x}}} s'extreurà d'una distribució que depèn d'un paràmetre {\displaystyle \theta \in \Theta }, on {\displaystyle \Theta } és l'espai dels paràmetres.
{\displaystyle p({\tilde {x}}|\theta )}
Pot semblar temptador connectar una única millor estimació {\displaystyle {\hat {\theta }}} per {\displaystyle \theta }, però això ignora la incertesa sobre {\displaystyle \theta }, i com que s'ignora una font d'incertesa, la distribució predictiva serà massa estreta. Dit d'una altra manera, prediccions de valors extrems de {\displaystyle {\tilde {x}}} tindrà una probabilitat menor que si es té en compte la incertesa dels paràmetres donada per la seva distribució posterior.
Una distribució predictiva posterior explica la incertesa sobre {\displaystyle \theta }. La distribució posterior del possible {\displaystyle \theta } els valors depèn {\displaystyle \mathbf {X} }:
{\displaystyle p(\theta |\mathbf {X} )}
I la distribució predictiva posterior de {\displaystyle {\tilde {x}}} donat {\displaystyle \mathbf {X} } es calcula marginant la distribució de {\displaystyle {\tilde {x}}} donat {\displaystyle \theta } sobre la distribució posterior de {\displaystyle \theta } donat {\displaystyle \mathbf {X} }:
{\displaystyle p({\tilde {x}}|\mathbf {X} )=\int _{\Theta }p({\tilde {x}}|\theta )\,p(\theta |\mathbf {X} )\operatorname {d} \!\theta }
Perquè explica la incertesa {\displaystyle \theta }, la distribució predictiva posterior serà, en general, més àmplia que una distribució predictiva que inclou una única millor estimació per {\displaystyle \theta }.

## Distribució predictiva anterior vs. posterior[4]
La distribució predictiva prèvia, en un context bayesià, és la distribució d'un punt de dades marginat sobre la seva distribució prèvia. És a dir, si {\displaystyle {\tilde {x}}\sim F({\tilde {x}}|\theta )} i {\displaystyle \theta \sim G(\theta |\alpha )}, aleshores la distribució predictiva prèvia és la corresponent {\displaystyle H({\tilde {x}}|\alpha )}, on
{\displaystyle p_{H}({\tilde {x}}|\alpha )=\int _{\theta }p_{F}({\tilde {x}}|\theta )\,p_{G}(\theta |\alpha )\operatorname {d} \!\theta }
Això és similar a la distribució predictiva posterior, excepte que la marginació (o equivalentment, expectativa) es pren respecte a la distribució anterior en lloc de la distribució posterior.